# Sissel-Jo Gazan
Sissel-Jo Reid Gazan (20 de diciembre de 1973) es una autora danesa y bióloga. Sus libros son publicados en español por la editorial Alfaguara. 

## Vida
Sissel-Jo vive en Berlín con su marido, Mark, Jon Reid Gazan y sus tres hijos. 
Ella es hija del periodista Paul Gazan y de la escritora y profesora Janne Hejgaard.

## Carrera
Ella realizó su debut con " Besos de agosto" en 1995, seguido por "el niño" en 1997 y "es Importante saber acerca de Ludmilla" a partir de 2003. Ella también ha escrito el libro a base de entrevistas "Sí quiero: qué saben los sacerdotes sobre el amor". En 2008, publicó "Las alas del dinosaurio", cuyos derechos fueron vendidos a quince países, es la primera de una serie de novelas policíacas protagonizadas por Anna Bella Nor. En 2013 publicó "Svalens gráf", una secuela de "Las alas del dinosaurio", y en 2015 "Nos encanta Berlín", una guía personal sobre la capital alemana. 
Sissel-Jo de Gaza, es ganadora de varios premios de la danesa fundación de Artes y Litteraturrådet, así como la ganadora del DR´s literary Prize de 2008 a la mejor novela danesa del año. La Radiotelevisión Estatal Danesa concedió a Las alas del dinosaurio el premio a mejor novela negra danesa de la década 2000-2010. Recibió también en los países de habla francesa el Premio de literatura" en 2013, y en 2014 el Premio de los lectores otorgado por Danmarks Biblioteksforening y Berlingske Tidende.